# ヘルマン・パウル・ミューラー
ヘルマン・パウル・ミューラー（ Hermann Paul Müller 、1909年11月21日 - 1975年12月30日）は、ドイツ出身の元レーサー。2輪と4輪の双方で活躍した。

## 略歴
ビーレフェルトで生まれたミューラーは1929年からオートバイレースを始め、1937年からはアウトウニオンのレーシングドライバーとしても活躍した。
1939年にランス・グーで4輪のヨーロッパ選手権の一戦として開催されたフランスGPで優勝を飾った。この年のミューラーはチャンピオンシップにおいてもポイントでリードしていたが、選手権終了後2週間足らずで第二次世界大戦が勃発したためにAIACR（国際自動車公認クラブ協会、後のFIA）からこの年のチャンピオンについての公式発表が行われず、後にドイツモータースポーツ機構の理事長はヘルマン・ラング ( en:Hermann Lang ) をチャンピオンとすると宣言した。
2輪レースでは、1955年にNSUのマシンでロードレース世界選手権の250ccクラスチャンピオンとなっている。
1975年、インゴルシュタットにて死去。

## 戦績

### ロードレース世界選手権
1950年から1968年までのポイントシステム
| 順位     | 1 | 2 | 3 | 4 | 5 | 6 |
| ポイント | 8 | 6 | 4 | 3 | 2 | 1 |

- 凡例

| 年   | クラス | チーム       | 1     | 2     | 3     | 4     | 5     | 6     | 7     | 8     | 9     | ポイント | 順位 | 勝利数 |
| ---- | ------ | ------------ | ----- | ----- | ----- | ----- | ----- | ----- | ----- | ----- | ----- | -------- | ---- | ------ |
| 1952 | 125cc  | モンディアル | IOM - | NED - | GER - | ULS - | ITA - | SPA 5 |       |       |       | 2        | 15位 | 0      |
| 1953 | 500cc  | MVアグスタ   | IOM - | NED - | BEL - | GER - | FRA - | ULS - | SUI - | ITA 6 | SPA - | 1        | 17位 | 0      |
| 1954 | 125cc  | NSU          |       | IOM - | ULS 2 | NED 2 | GER 4 |       | ITA - | SPA - |       | 15       | 3位  | 0      |
| 1954 | 250cc  | NSU          | FRA 2 | IOM 4 | ULS 5 | NED 5 | GER - | SUI 3 | ITA - |       |       | 17       | 3位  | 0      |
| 1955 | 250cc  | NSU          | IOM - | GER 1 | NED 3 | SUI - | ULS 6 | ITA 4 |       |       |       | 16       | 1位  | 1      |